# PZA Loara
PZA Loara (poljsko: Przeciwlotniczy Zestaw Artyleryjski - "protiletalski artilerijski sistem") je poljski gosenični samovozni protiletalski top. Prvi prototip so zgradili na šasiji tanka T-72M, proizvodne verzije pa na šasiji od tanka PT-91.
Loaro je zasnovalo podjetje RADWAR S.A. in partnerski sodelavci v 1990ih. Sistem Loara naj bi vključeval tudi verzijo PZR Loara oboroženo s protiletalskimi raketami, vendar so jo kasneje opustili. 
PZA Loara je oborožena z dvema 35mm avtomatskima topovoma Oerlikon KDA, ki se lahko uporabljata tudi proti oklepnim vozilom in drugim ciljem.